# Literatura letona

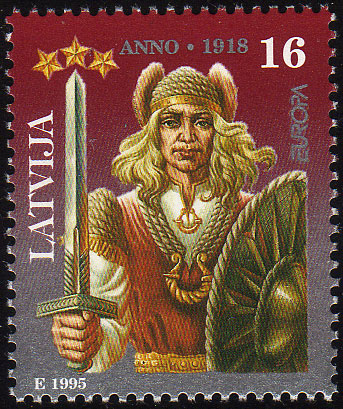
Segell letó amb un dels protagonistes més importants de l'epopeia coneguda com a Lāčplēsis.

La literatura letona és la literatura escrita en letó a l'actual república de Letònia i alhora per alguns exiliats a Suècia, Canadà, EUA i Europa.

## Orígens
Pel que fa a la literatura letona antiga, els principals gèners eren la pasaka (faula), la teika (llegenda i tradició), els parunas (proverbis) i les miklas (endevinalles). Pel que fa als temes, eren el Pukis (drac), Burvis (el màgic) o Milzis (el bosc).
La primera literatura culta al territori es va fer en alemany i llatí, en el segle xiii, i la mostra més representativa n'eren les cròniques. Les principals cròniques livòniques foren la Crònica Rimada de finals del segle xiii, la Nova Crònica Rimada de B. Hoenecke (mitjans del segle xiv), la Crònica de Livònia de Hermann von Wartberge (segona meitat del segle xiv), la Crònica de la Província de Livònia de B. Russow (segona meitat del segle xvi), única amb una visió crítica sobre l'actuació dels cavallers teutònics i contra la servitud dels nadius, i la Història de Livland de J. Renner (segona meitat del segle xvi).
El 1550 aparegué la primera transcripció escrita al letó, el pater noster a la Cosmographia de Sebastian Münster Durant la primera meitat del segle xvi es desenvolupà la primea literatura letona, afavorida per la llibertat de culte als protestants aprovada en la dieta de Wolmar/Valmiera el 1554, i la supressió del bisbat catòlic de Riga el 1539. D'aquesta manera, el 1547 es traduïren el parenostre i l'evangeli luterà al letó.
També es donaren a conèixer els primers autors en letó, gairebé tots ells d'origen alemany. Georgius Mencelius (1593-1654), catòlic i rector de la Universitat de Dorpat/Tartu, va compondre unes Lang-wewünschtte lettische postille (1654), primera mostra literària de qualitat, i Lettus, das ist wortbuch sampt anghengtem Taglichen Gebrauch der lettischen sprache (1638). Christopher Furecker o Furecceus (1615-1685) va traduir himnes alemanys al letó. El 1585 es va imprimir a Vílnius el Cathechismus Catholicorum, primer llibre imprès en letó, promogut pels bisbes catòlics, mentre que el 1586 es traduí l’Enchiridion luterà. El capellà Johannes Reiters (1632-1695) i Jekabs Kaytenbachs desenvoluparen la poesia. D'altres foren el poeta Wishcmann i els gramàtics Adolphy, Elger, Lange i Erdmann Tolgsdorf (1550-1660).
Pel 1644 Johann Rehenhausen compongué la primera gramàtica letona, i el 1685-1689 Ernest Gliks (Gluck) va imprimir la Bíblia en letó a Riga. L'obra més coneguda de l'època, però, fou la Chronica Livonica (1690-1707) de Christian Kelch (1657-1710).
Durant el segle xviii es van veure esteses les idees de l'Aufklärung alemany, esteses a través del primer diari en letó, el Latviešu Arste (El metge letó), fundat el 1768 a Poltsamaa per Peter Wilde, i gràcies a G. F. Stenders, anomenat Vecai Stenders (El vell Stenders) i el seu fill A. J. Stenders, anomenat Jaunais Stenders (El jove Stenders). El pare es dedicà a la poeisa didàctica i el fill compongué Augusta gudrības grāmata no pausales un dabas (Un llibre de gran saviesa sobre el Món i la Natura), primer llibre de ciències en letó.
El 1797 es fundà el primer diari letó modern, el Latviška Grada Gramata (L'Almanac Letó), mentre que, influït pel Sturm und Drang alemany, hi destacarie el periodista Garlībs Merkelis/Garlieb Merkel (1765-1850), qui malgrat escriure en alemany se’l considera letó pel seu contingut i nacionalisme, recollit a les sebre obres Die letten/Latvieši (Els letons, 1796), de caràcter etnogràfic, i Lieflands vorzeit, ein Denkmal des Ritter und pfaffenthums (1797-1799). D'altres filòsofs germànics foren Johann Georg Eisen (1717-1779), Heinrich Johann Jannau (1753-1821) i Karl Philip Snell (1753-1806).

## Elseglexix
Durant els primers anys del segle xix destacaren el poeta Neredzigais Indrikis (mort el 1828), Juris Alunāns (1832-1864) amb el poema Dziesminas (1856), l'erudit i paneslavista Kaspar Biezbardis (1806-1886) i el narrador i periodista Ansis Leitans (1815-1874). El 1822 es fundà a Mitau/Jelgava el primer diari durador en letó, el Latviešu Avižes (Diari letó), dirigit pel periodista K. Watson amb la col·laboració de Leitans, Liventals i Dunsbergis, intel·lectuals d'origen alemany que volien promocionar la literatura letona. Tots ells i Herman Treï promogueren la fundació el 1827 de la Latviešu Draugu Biedriba (Societat Letona de Literatura), amb el diari Majas Viesis (Hoste a la casa). Es traduïren al letó Schiller, Goethe i alguns clàssics rússos. El pastor alemany August Bielenstein (1826-1907) encoratjà els feligresos a aprendre letó.
Durant la dècada del 1850 els poetes i periodistes romàntics Krisjanis Valdemars (1825-1891), agitador, organitzador, escriptor i fudnador del periodisme letó i d'escoles navals al Bàltic, Karlis Hugensbergers (1782-1858), Fricis Brivzemnieks (1846-1907) i Atis Kronvalds (1837-1875) promogueren la formació a la universitat de Dorpat/Tartu d'un grup de joves estudiants letons que formaren la generació literària anomenada Jaun Latviēši (Joves Letons). Amb ells neix el tema principal de la literatura letona, la recerca de Labēstiba (bondat anímica) i dels valors ètics en la manfiestació personal. Del 1861 al 1865 dirigiren el diari Petersburgas Avižes (Diari de Petersburg), on hi publicaren Andrejs Pumpurs (1841-1942) amb el poema sobre un heroi nacional Lačplēsis (Caçador d'ossos, 1888); Matiss Kaydzutes (1848-1926) i el seu germà Reinis (1839-1920), traductor al letó de Puixkin i Lermontov, influït per Gogol i el Quixot i autors de la primera novel·la en letó Mernieku laiki (En el temps dels agrimensors, 1879); Juris Neikens (1826-1868) autor de la novel·la realista Vai pomater nau gruti (No et fa pena la madrastra, 1863); Kristians Barons (1835-1923) amb el recull Latviju dainas (1894-1915) en vuit volums; Juris Maters (1845-1885) creador del diari de l'oposició Baltijas Zemkopis (L'agricultor bàltic, 1875); A. Bielensteins (1826-1907), amb els estudis Handbuch der lettischen sprache (Manual de llengua letona, 1863) i Die lettische sprache (La llengua letona, 1863-1864), que més tard facilitarien la tasca dels normalitzadors de la llengua standart; i K. Mühlenbach (1853-1916), autor del Latviēšu valodas vardnica/Lettische-deutsche wörtenbuch (Diccionari letó-alemany), no publicat fins al 1923-1932.

## Nacionalisme literari

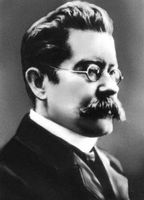
Un dels escriptors letons més influents d'aquest període: Rūdolfs Blaumanis

A aquest va succeir el període anomenat Tautisks (Nacional) del 1860 al 1890, entre l'abolició de la servitud i la campanya de russificació del 1881. Entre els autors més destacats es troben Miķelis Krogzemis «Auseklis» (1850-1879) autor dels poemes Celi uzlami (Esperit i veritat, 1883) i Trimpula, ka Daugava vaida (Trimpas, com gemega el Daugava); Jekabs Lautenbachs Jusmins (1847-1928), autor de les epopeies Zalkša ligava (Serp femella), Dievs un velns (Déu i el diable, 1885); Adolfs Alunants (1848-1912) va compondre drames històrics i socials; Apšisu Jekaps (Janis Jaunzemis, 1858-1929) autor de realisme narratiu sobre la zemnieciba (classe camperola) i autor de Bagati radi (Parents rics, 1886) i Svešos laudis (Entre gent estranya, 1888); Augusts Deglavs (1862-1922) amb les novel·les Starp divam ugunim (Entre dos focs) i Jauna pasdaule (El món jove); i Reinis Kaydzutes (1839-1920).
El primer grup literari del segle aparegué entre el 1890 i el 1905 i fou el Jauna Strava (Nou corrent), on destacaren autors com Janis Rainis (Janis Pleikšans, 1865-1929), traductor de Schiller, Goethe i Shakespeare i autor d’Uguns un kaits (Fe i nit, 1903-1904) i Vētras sēja (La llavor de la tempesta, 1905), Elsa Rozemberga Aspazija (1868-1943) esposa de Rainis i autora de novel·les feministes com Vaidelote (La sacerdotessa pagana, 1894), el dramaturg simbolista Rūdolfs Blaumanis (1863-1908), autor del drama Indrani (1904); la narradora Anna Brigadere (1861-1933), amb Princese Gundega un karalis Brusubarda (La princesa Gundega i el rei Brusubarda, 1912), Jānis Poruks (1871-1911), narrador pietista i neoromàntic influït per Friederich Nietzsche, Janis Jaunsudrabiņš (1877-1962) amb la trilogia Aija (1920), Atbalss (Eco, 1922) i Ziema (Hivern, 1925), i el poeta i mestre d'escola Vilis Plūdonis (Vilis Lejenieks 1874-1940) amb Uz saulaino tali (Horitzó solejat, 1911), No nakts lidz ritam (De la tenebra a la llum, 1906-1919) i Atraitnes dels (Fill de vídua, 1900).
Després de la revolució del 1905, i fins al període d'independència destacaren Andrievs Niedra (1871-1942) polític molt nacionalista autor de Liduma dumos (Fum de terra verge, 1939); Karlis Skalbe (1879-1945) folklorista i nacionalista, autor de Cietumnieka sapni (El somni d'un presoner, 1903), Ka es braucu Ziemelneitas lukoties (Com vaig escollir la dama del Nord, 1904), Janis Akuraters (1876-1937), influït per Oscar Wilde, Baudelaire i Maurice Maeterlinck; el partidari de la literatura pura, com Viktors Eglītis (1877-1945) i el marxista Andrejs Upīts (1877-1970), ajudà als soviètics i fins i tot fou governador de Moscou, autor de Jana Robezniekas (Els Robeznieks, 1903-1933) i Zala zeme (Terra verda, 1945).
El 1906 també apareixeria la revista simbolista Zalktis (La serp), influïda per Akuraters i Virza, i on destacarien Antons Austrinš (1884-1937) amb Aizsaule (El més enllà), Elza Sterste (1885-1976), esposa de Virza, Pavils Rozitis (1886-1937), Adolfs Erss (1884-?), Karlis Jekabsons (1878-?) i Valdemars Dambergs (1886-1960) amb Gadniecibas celi (Els camins del destí).
En altre camps destacarien Peteris Šmidts (1869-1938) folklorista autor de Latviešu pasakas un teikas (Faules i llegendes letones, 1925-1937) en 13 volums, i Teodors Zeiferts (1867-1940) crític d'art i autor d'una Latveju rakstniecibas vesture (Història de la literatura letona, 1922-1927).

## Letònia independent
Durant la independència es formaren nous grups. Per una banda, els comunistes exiliats a l'URSS que més tard foren purgats per Stalin, com Roberts Eidemanis (1895-1937), Linards Laicēns (1883-1938), exiliat el 1932, el ja consagrat Andrejs Upīts, Janis Sudrabkalns (1894-1975), el novelista Vilis Lācis (1904-1966) i el poeta Mirdza Kempe (1907-1974), tots ells reconeguts pel règim soviètic.
Entre els conreadors de l'expressionisme trobarem Pēteris Ērmanis (1893-1969), Jānis Ezerinš (1891-1924) influït per Guy de Maupassant, gramàtic i professor a Riga, Tartu i Kharkiv, un dels responsables de la codificació lingüística del letó amb Latvijas vietu vārdi (1922-1925) i Lettische grammatik (1923); Edvards Virza (Edvards Lieknis, 1883-1940) poeta i terratinent profeixista, amb Straumeni (La granja Straumeni, 1933) que glorifica la vida camperola; Ēriks Ādamsons (1907-1946) poeta i narrador, el neoclàssic Jānis Medenis (1903-1961), Fricis Barda (1880-1919) amb Zeme dels (Fill de la terra, 1911) i Džeismas un lugšanas džimbas kokam (Cançons i precs a l'alba de la vida, 1912-1914). Altres foren l'expressionista Andrejs Kurcijs (1884-?), Janos Plavdis (1903), Karlis Kruza (1884-?), i Karlis Strals (1880-?) amb les novel·les Karš (Guerra, 1922-1927), Zemes elpas (El crit de la terra, 1927), Kauja pieglemas liepas (La batalla al tiler de Glema, 1922) i Ugunainie Krasti (El marge en flames) sobre la terra.
Durant la dictadura de Karlis Ulmanis aparegué la revista Daugava, dirigida per Janis Grīns, on publicarien autors ja consagrats com Janis Jaunsudrabinš i Janis Medenis, i d'altres com Janis Veselis (1893-1962) resurrector de la mitologia letona amb Latviju teiksmas (Llegendes letones, 1943), Fricis Dziesma, Iliona Lemaine, Janis Klidzejs, Alberts Sprudžs, Mirdza Bendrupe i el poeta Viliš Cedrins (1914-1946). Les novel·les d'Aleksandrs Grīns (1895-) i Jēkabs Janševskis (1865-1933), autor de Dzimiene (La pàtria, 1921-1925, cinc volums) i Mežvidus laudis (Els llenyataires, 1929), romantitzaven el passat distant i recent dels letons; i Aleksandrs Čaks (Aleksandrs Čadarainis, 1902-1950), influït pel vers lliure de Jesenin, qui amb Augusta krasta (1950), Cina un darbam (Lluita i treball, 1951), Mana paradize (1951) i Muzibas skartie (Tocats per l'eternitat, 1937) influí en generacions posteriors mercè el seu vers ple de ritme i imaginació.

## Del 1945 ençà
La guerra i les diverses ocupacions alemanya i rússa, amb la seva política de deportacions, trencaren la vida literària. Molts s'exilaren, no sols autors ja consagrats (com Veselis, Jaunsudrabinš o Skalbe), sinó també joves promeses com la liricista Zinaīda Lazda (Z. Šreibere, 1902-1957), Andrejs Eglītis (1921) amb Dievs, tava zeme deg (Déu, la teva terra crema, 1943) i Homo novus (1960), mereixedora del Premi Lenin; Veronika Rudete Strēlerte (1912), fina lirista dels poemes Žēlastības gadi (Anys de Gràcia, 1961) i Velta Toma (1912). Entre els novel·listes que s'exilaren cal destacar Anšlāvs Eglītis (1906), establit a Suècia i el més famós pel seu humor grotesc amb Uguns pulseta (1946); el narrador Knuts Lesinš (1909), Aīda Niedra (1899-1968), Alfrēds DZIĻUMS (1907), Jānis Klīdzējs (1914) i Jānis Kalniņš (J. Sarma, 1884-). Quan a dramaturg, el més conegut fou Mārtiņš Zīverts (1903-1990), Peteris Aijans (1904), Andrejs Irbe (1924) establit a Suècia i autor de la prosa existencial Mums nav svēt vakaru (No tenim el dia lliure, 1962) i Marisandra kaza (La còlera de Marisandra, 1966); Julijs Vanags (1903-?) i Andreis Balodis (1908).
Entre els autors exiliats que encara continuaven escrivint en letó podem destacar Zenta Mauriņa (1897-1978) dramaturga autora de Dzives vilcenia (En el curs de la vida, 1941), Tris brali (Tres germans,1946) i Septini viesi (Set esperits, 1957). I des dels anys cinquanta una nova generació d'autors exiliats els va substituir, com Velta Sniķere (1920), resident a Londres i autora de Nemitas minamais (1961), Dzintgars Sodums (1922), Gunars Saliņš (1924); el grup novaiorquès anomenat Elles Kēkis (Cuina de l'infern, en al·lusió al barri de Manhattan  Hell’s Kitchen) Linards Tauns (Arnolds Bērzs, 1922-1963) amb Mūžīgais mākonis (Núvols eterns, 1958) i Gunars Saliņš (1924) autor de Miglos krogs (Cerveseria nebulosa, 1957) i Melnā saule (Sol negre, 1967); i Olafs Stumbrs (1931), aplegaren les tradicions letones amb les dels països d'acollida. A partis dels seixanta aparegueren nous poetes com Baiba Bičole (1931), Aina Kraujiete (1923) i Astrīde Ivaska (1926) amb Ezera Kristības (Bateig marí, 1966) i Ziemes tiesa (Veredicte de l'hivern, 1968); Gunars Janovskis (1916) es va fer popular per les novel·les realistes, i Jānis Turbads (Valdis Zeps, 1932) per la seva iconoclàstia; Guntis Zariņš (1922-1965) pel seu existencialisme reflectit a les novel·les Posta puķe (Flors de la devastació, 1962) i Gauru gaiļi (Els galls de corral de Gauri, 1965);Ilze Šķipsna (1928) explorà l'espai interior de l'home en contes i novel·les com Vēju stabaules (Bufada de vent, 1961), Aiz septītā tilda (Darrere del setè pont, 1965) i Neapsolītās zemes (Països no lloats); Margarita Kóvaleska; Benita Veisberga (1928) escriví la novel·la Es, tavs mzigais jērs (Jo, el teu anyell manse, 1968), i Aivars Ruņgis (1925) analitzà el patriotisme individual barrejat amb les ideologies destructives, exili, existència i societat massificada.
Pel que fa als que restaren a l'URSS, durant diverses dècades s'hagueren d'adherir oficialment al corrent del realisme socialista, que narrava les batalles soviètiques contra els nazis, propagava la ideologia soviètica i volia erradicar la ideologia burgesa. Destacarien els ja consagrats, com Vilis Lācis (1904-1966), Anna Sakse (1905-?), Janis Grots (1901), Valdis Lukss (1905), Pavilis Vilips (1901) i després Andris Veian (1927) i H. Heislers amb el poema Nepabeigta kzeisma (1952) sobre Sibèria. Entre els poetes més destacats des prés dels anys seixanta podem destacar Ojārs Vācietis (1933), influït per Jevtuixenko i Maiakovskij, autor dels poemes Dzegužlaiks (El temps del puput, 1968) i Aiz simtās slāpes (Per centèsima vegada, 1969); Māris Čaklais (1940), amb Lapas balss (Les veus de la fulla, 1969); Vizma Belševica (1931), Imants Auziņš (1937); Ilza Indrāne (Undina Jātniece, 1927), amb Basām kājām (Descalç, 1970); Andris Jakubāns (1940), Jānis Peters (1939) i Imants Ziedonis (1933), considerat el poeta més versàtil i autor de Motocikls (1965), Es ieeju sevī (Vaig cap al meu interior, 1968), Kurzemīte (1970) i Epifanijas (1971). Per altra banda, Albert Bels (1938) destacà en prosa de ficció amb Izmeklētājs (1967), i l'únic dramaturg destacat ha estat Gunārs Priede (1928) i Anna Brodele (1910).